# Campionato mondiale giovanile di scherma 1987
Il Campionato mondiale juniores di scherma del 1987 ("1987 World Juniors Fencing Championships") è stato organizzato dalla Federazione internazionale della scherma e si è svolto a San Paolo in Brasile dal 16 al 20 aprile.
Nel fioretto, si sono aggiudicati i titoli del campionato mondiale il sovietico Dimitri Chevtchenko, che ha battuto in finale il francese Lionel Plumenail, e l'italiana Francesca Bortolozzi che ha avuto la meglio sulla sovietica Elena Grishina.
Nella spada il sovietico Pavel Kolobkov ha battuto in finale il cubano Carlos Pedroso Curiel, ottenendo il titolo mondiale juniores maschile.
Nella sciabola l'italiano Tonhi Terenzi prevale sul francese Alain Coicaud.

## Podi

### Uomini
| Specialità  | Oro                 | Argento               | Bronzo                   |
| Individuali |                     |                       |                          |
| Fioretto    | Dimitri Chevtchenko | Lionel Plumenail      | Ulrich Schmitt           |
| Spada       | Pavel Kolobkov      | Carlos Pedroso Curiel | Jean-Francois Di Martino |
| Sciabola    | Tonhi Terenzi       | Alain Coicaud         | Volker Tippmann          |

### Donne
| Specialità  | Oro                  | Argento        | Bronzo          |
| Individuali |                      |                |                 |
| Fioretto    | Francesca Bortolozzi | Elena Grishina | Diana Bianchedi |

## Medagliere
| Pos.   | Nazione          | Oro | Argento | Bronzo | Totale |
| ------ | ---------------- | --- | ------- | ------ | ------ |
| 1      | Unione Sovietica | 2   | 1       | 0      | 3      |
| 2      | Italia           | 2   | 0       | 1      | 3      |
| 3      | Francia          | 0   | 2       | 1      | 3      |
| 4      | Cuba             | 0   | 1       | 0      | 1      |
| 5      | Germania         | 0   | 0       | 2      | 2      |
| Totale | Totale           | 4   | 4       | 4      | 12     |